# 21 Lutetia
A 21 Lutetia viszonylag nagy, 100 kilométer átmérőjű, M színképtípusú kisbolygó, ami a Kisbolygóövben kering. 1852. november 15-én fedezte fel Hermann Mayer Salomon Goldschmidt Párizsban (latinul a bolygó neve is Párizst jelent).
A Rosetta űrszonda a korábbi terveknek megfelelően 2010. július 10-én 3170 kilométerre elhaladt mellette, útban a 67P/Csurjumov–Geraszimenko üstökös felé és 462 felvételt készített róla, amik a kisbolygó 50%-át fedik le. A kisbolygó felszínén 350 krátert számoltak meg, amik átmérője 600 m és 55 km között van, mélységük eléri a 10 km-t. A kráterek összeszámlálásával a kisbolygó kora 3,6 milliárd évre adódott. A kisbolygó tömege 1,7 x 1018 kg.